# Roland Juno-106

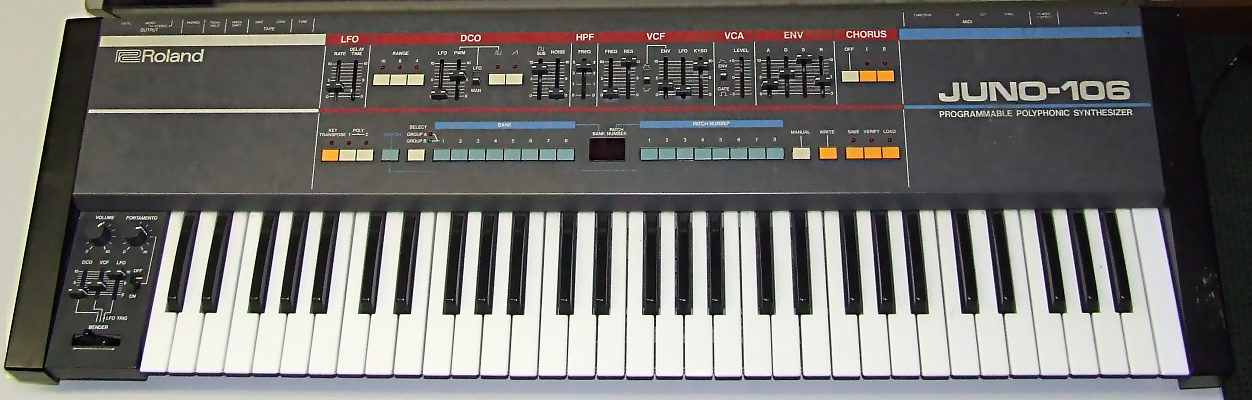
Roland Juno-106

Il Roland Juno-106 è un sintetizzatore analogico. Utilizza lo stesso motore sonoro del predecessore Juno 60 ma aggiunge il vasto controllo del MIDI.
Venne prodotto dalla Roland Corporation in 40.000 esemplari nel periodo dal 1984 al 1988.

## Caratteristiche
È definito un sintetizzatore analogico, ma ha qualcosa di diverso che lo contraddistingue dai classici sintetizzatori analogici, infatti esso sfrutta il DCO (Digitally Controlled Oscillator, 3 x MC5534A o nelle prime versioni 6 x MC5534). La generazione delle forme d'onda è analogica, ma la stabilità dell'intonazione (che è il grande problema dei synth analogici) è tenuta sotto controllo digitalmente grazie alla circuteria contenuta nei chip delle voci.
Per quanto riguarda i filtri (VCF/VCA, 6 x 80017A), non ha nulla da invidiare ad un Moog: filtro analogico LP a 4 poli (-24dB/ottava) con risonanza controllabile da zero all'auto-oscillazione, più un inconsueto filtro HP per applicazioni particolari.
Mentre i sintetizzatori monofonici classici hanno di solito due o tre oscillatori per generare un suono più grasso, il Juno-106 usa il chorus incorporato per arricchire il suono di partenza. La tecnologia del chorus è basata sul Bucked Brigade Delay (BBD), ovvero un chip dedicato a ritardare il segnale a seconda di un tempo imposto esternamente. Il tempo di ritardo è comandato da un LFO. Un fatto interessante del Juno-106 è la possibilità di selezionare due tipi diversi di chorus. Infatti, all'interno del synth sono a tutti gli effetti, ne sono contenuti due separati (ma non accessibili contemporaneamente).
La pitch/mod bender programmabile può regolare tutto o individualmente il passo di DCO, il taglio di VCF ed il livello di LFO.